# Chaerophyllum daucoides
Chaerophyllum daucoides är en flockblommig växtart som först beskrevs av D'urv., och fick sitt nu gällande namn av K.F. Chung. Chaerophyllum daucoides ingår i släktet rotkörvlar, och familjen flockblommiga växter. Inga underarter finns listade i Catalogue of Life.